# プロレスTIME
プロレスTIME（プロレスタイム）は、インフォニア株式会社が運営していたプロレスポータルサイト。

## 概要
東京スポーツを退社した柴田惣一を編集長に迎え、2015年9月に開設。テーマは「プロレス業界の著名人らがライターとなり、プロレスの『今』を発信するサイト」。「リング上のファイトだけでは、とても語りつくせない『プロレスの魅力』」を伝えるサイトとなることを、柴田は開設のあいさつで提唱した。
他のプロレス専門サイトと違い速報性は薄く、各プロレス団体からのニュースリリースのほか、プロレスラー、関係者へのインタビュー、ライターのコラムで構成されるのが特徴であった。インタビューは動画で構成されていることが多かった。
2016年5月31日をもって、運営会社の都合により更新を終了、閉鎖。
その後山口義徳が立ち上げたリアルクロスが運営するサイト「プロレスTODAY」へと柴田や一部連載は引き継がれた。

## インタビュアー
- 柴田惣一
- 山口義徳

## コラム
- 編集長コラム – 柴田惣一
- プロレス豆知識 – 漁師JJ（多重ロマンチック）
- プ女子普及委員会 – 白川未奈
- ダイエット王子吉野達彦の読むだけで痩せるコラム – 吉野達彦
- プロレスのグルメ – 青木泰寛（セイシュン・ダーツ）
- 今日は何の日 – AJ Slender